# Vedmeje, Dovjansk
Vedmeje (în ucraineană Ведмеже), cunoscut până în 2016 sub numele de Volodarsk (în ucraineană Володарськ), este o așezare de tip urban din orașul regional Dovjansk, regiunea Luhansk, Ucraina. În afara localității principale, nu cuprinde și alte sate.

## Demografie
Componența lingvistică a așezării de tip urban Vedmeje
     Rusă (65,85%)
     Ucraineană (33,38%)
     Alte limbi (0,37%)
Conform recensământului din 2001, majoritatea populației așezării de tip urban Vedmeje era vorbitoare de rusă (65,85%), existând în minoritate și vorbitori de ucraineană (33,38%).